# Арреаса, Хорхе
Хорхе Альберто Арреаса Монсеррат (исп. Jorge Alberto Arreaza Monserrat; род. 6 июля 1973, Каракас, Венесуэла) — венесуэльский государственный и политический деятель, министр иностранных дел Венесуэлы с 2017 по 2021 год. Ранее занимал должности министра высшего образования, науки и технологий Венесуэлы (2016—2017), вице-президента Венесуэлы (2013—2016), министра науки, технологий и инноваций (2011—2013). Во время болезни Уго Чавеса Хорхе Арреаса был неофициальным представителем семьи Чавеса.

## Образование и карьера
Хорхе Арреаса обучался в Центральном университете Венесуэлы в начале 90-х годов XX века. Там он получил степень в области международных исследований и был награждён стипендией Gran Mariscal de Ayacucho Foundation. Также он получил степень магистра в области европейских политических исследований в Кембриджском университете. В Центральном университете Венесуэлы он работал журналистом и учителем. В дополнение к этому он работал диктором и телеведущим на венесуэльском телевидении.

## Семья
Зять Уго Чавеса. С 2007 года женат на дочери Уго Чавеса Росе Вирхинии. Детей нет.

## Санкции
15 апреля 2019 года Канада ввела санкции против 43 официальных лиц Венесуэлы, включая Хорхе Арреасу. 26 апреля того же года к санкциям присоединились США.